# 小行星1901
小行星1901（1901 Moravia）是一颗围绕太阳公转的小行星。1972年1月14日，盧波什·科胡特克在汉堡发现了此天体。
該小行星以捷克歷史地區摩拉維亞命名。
这颗小行星的绝对星等为146.9360638289362等。